# Teuleria de los Plans (la Granja d'Escarp)
La Teuleria de los Plans és una obra de la Granja d'Escarp (Segrià) inclosa a l'Inventari del Patrimoni Arquitectònic de Catalunya.

## Descripció
Es tracta d'una teuleria de planta rectangular en estat mitjà de conservació. Mirant els paraments restants, es pot veure que s'han emprat dos modes constructius per a l'estructura. Un, que sembla més antic, és de pedra irregular disposada de forma més o menys endreçada. L'altre està fet a partir de maons de diferent amplada disposats de forma organitzada i arrebossats.
El canó és de maons arrebossats. No es conserva la coberta així que podem veure l'interior amb vegetació i runes de la mateixa teuleria. Hi ha algunes obertures per a la ventilació durant el procés de cocció.